# Mourad Melki
Pour les articles homonymes, voir Melki.
Mourad Melki, né le 9 mai 1975 à Jérissa, est un footballeur qui a évolué comme milieu du terrain avec l'équipe de Tunisie et plusieurs clubs dont principalement l'Espérance sportive de Tunis.

## Carrière

### Clubs
- 1993-1994 : Football Club de Jérissa (Tunisie)
- 1994-juillet 2000 : Olympique de Béja (Tunisie)
- juillet 2000-juillet 2007 : Espérance sportive de Tunis (Tunisie)

### Équipe nationale
Il fait sa première apparition avec la sélection nationale en 1998 et participe avec celle-ci aux coupes du monde 1998 et 2002.

## Palmarès
- Sept fois champion de Tunisie (Espérance sportive de Tunis)
- Deux fois vainqueur de la coupe de Tunisie (Espérance sportive de Tunis)